# Postcards from the Edge
Postcards from the Edge (Postales desde el filo en España, Recuerdos de Hollywood en Hispanoamérica) es una película estadounidense dirigida por Mike Nichols, estrenada en 1990, basada en la novela homónima y autobiográfica de la actriz y comediante Carrie Fisher, que describe algunos pasajes sobre su relación con su madre, la también actriz Debbie Reynolds.

## Argumento
La actriz Suzanne Vale (Meryl Streep) es una drogadicta en rehabilitación que trata de recuperar su carrera de actriz, hecha pedazos, y seguir adelante con su vida tras haber sido dada de alta de un centro de rehabilitación para dejar su adicción a la cocaína, al LSD y al Percodán; después de una sobredosis durante una cita sentimental, su madre la ingresó en el centro de rehabilitación de un hospital de emergencias. Cuando está lista para volver a trabajar, su agente le informa de que la póliza del seguro del estudio la cubrirá sólo si vive con otra persona "responsable de ella" como, por ejemplo, su madre, Doris Mann (Shirley MacLaine). Suzanne es muy reacia a volver a vivir con la mujer de la que se había esforzado por escapar durante años, después de haber crecido a su sombra. La situación se agrava por el hecho de que Doris es fuerte, competitiva, manipuladora, absorta en sí misma y muy dada a ofrecer a su hija consejos no solicitados insinuando juicios de valor, mientras que la trata como a una niña. 
El productor Jack Faulkner (Dennis Quaid) se encuentra con Suzanne en el set y le revela que él fue el que la llevó al hospital durante su última sobredosis, tras lo cual se besan. Suzanne, a continuación, acepta salir con él. Durante el transcurso de su primera cita apasionada, él le expresa su amor intenso y eterno, y ella cree cada una de sus palabras a pies juntillas. Sin embargo, la euforia de Suzanne dura muy poco; posteriormente se entera por Evelyn Ames (Annette Bening), una actriz de reparto de su última película, de que Jack también se acuesta con Evelyn. Todavía vestida con el traje de policía uniformada en la película de segunda categoría, Suzanne conduce a la casa de Jack y se enfrenta a él. A medida que la discusión sube de tono, Jack le espeta a Suzanne que era mucho más interesante cuando intentaba actuar bajo la influencia de las drogas. 
Al llegar a casa, Suzanne se entera por Doris de que el sórdido representante de Suzanne, Marty Wiener, se ha dado a la fuga con todo su dinero. Esto conduce a una pelea verbal entre las dos mujeres, y Suzanne se va de la casa enfurecida para ir a ver una sesión continua. Allí, el director Lowell Kolchek (Gene Hackman), muy paternalista, le dice que tiene más trabajo para ella siempre que permanezca limpia y sobria. 
Suzanne llega a casa y descubre que Doris se ha estrellado con su coche contra un árbol tras haber bebido demasiado vino (y batidos Stolichnaya). Suzanne corre junto a su cama de hospital, donde las dos tienen una conversación a corazón abierto, mientras Suzanne fija el maquillaje de su madre y le pone un pañuelo en la cabeza para ocultar el hecho de que su peluca se había llenado de sangre en el accidente. Al verse y sentirse mejor, Doris hace acopio de valor y se enfrenta a los medios de comunicación que están esperando a que les atienda. Suzanne se encuentra con el Dr. Frankenthal (Richard Dreyfuss), que le había practicado el lavado de estómago tras su última sobredosis, y él la invita a ir a ver una película. Ella dice que no, explicándole que aún no está lista para una cita. El Dr. Frankenthal le dice que está dispuesto a esperar hasta que ella lo esté.

## Reparto
- Meryl Streep: Suzanne Vale
- Shirley MacLaine: Doris Mann
- Dennis Quaid: Jack Faulkner
- Gene Hackman: Lowell Kolchek
- Richard Dreyfuss: el doctor Frankenthal
- Rob Reiner: Joe Pierce
- Mary Wickes: la abuela
- Conrad Bain: el abuelo
- Annette Bening: Evelyn Ames
- Simon Callow: Simon Asquith
- Gary Morton: Marty Wiener
- CCH Pounder: Julie Marsden
- Sidney Armus: Sid Roth
- Robin Bartlett: Aretha
- Barbara Garrick: Carol
- Anthony Heald: George Lazan
- Dana Ivey: jefa del vestuario

- Oliver Platt: Neil Bleene

Jerry Orbach filmó una escena en el papel de padre de Suzanne, según divulga la escritora Carrie Fisher en el comentario del DVD; sin embargo, fue descartada. 

## Producción
A la hora de adaptar el libro para la pantalla, el director Mike Nichols comentó: "Estuvimos juntando piezas durante mucho tiempo, pero entonces, continuamos con la parte central de la historia de una madre que pasa el testigo a su hija". Añadió: "Carrie no se centra en su vida más de lo que lo hizo Flaubert. Es solo que su vida no era tan conocida". 
Como respuesta a las preguntas sobre si el paralelismo entre la relación de Suzanne y Doris en la película era o no cercano a su relación con su propia madre, Debbie Reynolds, Carrie Fisher declaró: "Escribí sobre una madre actriz y una hija actriz. No me sorprende que la gente piense que trata sobre mi madre y yo. Le resulta más fácil pensar que no tengo imaginación para la trama: solo una grabadora con batería infinita". En el comentario del DVD, señala que su madre quería interpretar a Doris, pero Nichols escogió a Shirley MacLaine en su lugar. En su autobiografía de 2013, Unsinkable, Reynolds escribe que Nichols le dijo: "No eres adecuada para el papel". 
Blue Rodeo acompañó a Meryl Streep en I'm Checkin' Out, que fue escrita por Shel Silverstein; entre las otras canciones interpretadas en la película están I'm Still Here de Stephen Sondheim (cantada por MacLaine) y You Don't Know Me de Cindy Walker y Eddy Arnold (cantada por Streep).

## Recepción de la crítica
La película obtuvo opiniones positivas de la crítica y actualmente tiene una calificación de 90 % en Rotten Tomatoes, basada en 29 opiniones.
Vincent Canby de The New York Times dijo que la película «parece fruto de una colaboración tremendamente cordial entre la escritora y el director; el relato de los males de la señorita Fisher parece ser material idóneo para Nichols y su especial capacidad para descubrir la sensibilidad humana dentro del absurdo». 
Roger Ebert del Chicago Sun-Times comentó: «Lo que realmente decepciona de la película es que nunca llega a profundizar de verdad en el tema del recuperarse de una adicción. Hay algunas escenas incompletas, y apenas visibles, en el centro de rehabilitación y luego conversaciones inconexas sobre las reuniones de Alcohólicos Anónimos. Sin embargo, la película se muestra interesada por los rumores; se nos anima a preguntarnos cuántos paralelismos existen entre los personajes de Streep y MacLaine y sus originales, Fisher y Debbie Reynolds... Postales desde el filo tiene un guion muy bueno y muchas actuaciones estupendas para ser considerada un fracaso, pero no pone el corazón en el lugar correcto». 
Hal Hinson de The Washington Post dijo: «Meryl Streep nos ofrece la actuación cómica más lograda de su carrera, la que siempre nos ha insinuado y por la que nos hizo esperar». Tuvo la sensación de que la primera parte de la película fue «de lo mejor, sobre todo porque Nichols está muy pendiente de Streep. De hecho, casi nada más parece importarle... Pero mientras Nichols está al servicio de su estrella, deja de lado otras secciones de la película... Está en gran sintonía con el surrealismo natural de un escenario de película, pero cuando se aleja de la sátira del mundo del espectáculo y se concentra en la relación madre-hija, la película se tambalea».

## Recaudación en taquilla
La película se estrenó en 1013 salas de cine en los Estados Unidos el 14 de septiembre de 1990 y recaudó 7 871 856 dólares en su primer fin de semana, ocupando el número 1 en la taquilla. Con el tiempo llegó a recaudar 39 071 603 dólares en los EE. UU. 

## Premios y nominaciones
- - Óscar a la mejor actriz (Meryl Streep, nominada)
  - Óscar a la mejor canción original (Shel Silverstein, nominado)
  - Premio BAFTA a la mejor actriz protagonista (Shirley MacLaine, nominada)
  - Premio BAFTA al mejor guion adaptado (Carrie Fisher, nominada)
  - Premio BAFTA a la mejor música original (Carly Simon, nominada)
  - Globo de Oro a la mejor actriz en un musical o una comedia (Meryl Streep, nominada)
  - Globo de Oro a la mejor actriz de reparto en una película (Shirley MacLaine, nominada)
  - Globo de Oro a la mejor canción original (Shel Silverstein, candidata)
  - American Comedy Award para la actriz protagonista más divertida en una película (Meryl Streep, ganadora)
  - Premio London Film Critics' Circle a la revelación del año (Annette Bening, ganadora)  Reconocimiento del American Film Institute:
  - AFI's 100 Years... 100 Laughs – Nominada
- Página de la película en IMDb

- Datos: Q1427222